# چرمخوفو
شهر چرمخوفو (به روسی: Черемхово) در کشور روسیه و در اوبلاست ایرکوتسک واقع شده‌است.